# Krosno Odrzańskie
Krosno Odrzańskie (niem. Crossen an der Oder) – polskie miasto powiatowe w województwie lubuskim, w Dolinie Środkowej Odry, nad Odrą u ujścia Bobru. Znajdują się tu siedziby Nadodrzańskiego Oddziału Straży Granicznej oraz garnizon. Siedziba gminy miejsko-wiejskiej Krosno Odrzańskie i władz powiatu krośniewskiego.
W latach 1975–1998 miasto należało administracyjnie do województwa zielonogórskiego.

## Położenie
Krosno Odrzańskie leży na historycznym Dolnym Śląsku, w ramach którego należało do księstwa głogowskiego.

## Toponimia
Pierwsza wzmianka o mieście pojawia się w Kronice Thietmara, która to kronika spisana została w latach 1012–1018. Nazwa miasta, wbrew niektórym teoriom, nie pochodzi od krosna tkackiego – urządzenia do tkania z przędzy tkanin, jak przypuszczał niemiecki językoznawca Heinrich Adamy. W dziele o nazwach miejscowości na Śląsku wydanym w 1888 roku we Wrocławiu wymienił on nazwę miejscowości w dokumencie z 1105 roku Crosno podając jej znaczenie Stadt der Weber – „miasto tkaczy”. Nowsze opracowania wykluczają tę teorię. Tymczasem nazwa odnosi się do polskiej nazwy, której źródłosłów powstał prawdopodobnie z dwóch elementów: od słowa krost – nierówność, jak i chrost – gąszcz. Odzwierciedleniem tego jest zarówno topografia, jak również szata roślinna.
W kronice łacińskiej Liber fundationis episcopatus Vratislaviensis (pol. Księga uposażeń biskupstwa wrocławskiego) spisanej za czasów biskupa Henryka z Wierzbna w latach 1295–1305 miejscowość wymieniona jest w zlatynizowanej formie Crosna.
Obecną nazwę zatwierdzono 19 maja 1946.

## Historia

Krosno Odrzańskie ok. 1650

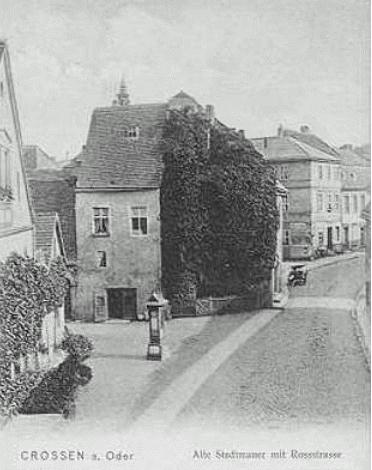
Krosno Odrzańskie ok. 1904

Na podstawie mapy starożytnego kartografa Klaudiusza Ptolemeusza specjaliści z departamentu Geodezji i Geoinformacji Technicznego Uniwersytetu Berlińskiego ustalili, że Krosno Odrzańskie mogło być stolicą Lugidunum – starożytnego Związku Lugijskiego, a przynajmniej leżało na jego terenie.
Pierwsze wzmianki pisemne o Krośnie pochodzą z 1005 r. z kroniki biskupa Thietmara z Merseburga. Miasto było miejscem walk Bolesława Chrobrego z Henrykiem II w roku 1005 i 1015. Przed 1226 r. po raz pierwszy Krosno zostało lokowane na prawie niemieckim przez Henryka Brodatego. Uzyskało lokację miejską po raz drugi przed 1238 rokiem. Do 1482 r. miasto było w granicach księstwa głogowskiego, później we władaniu Brandenburgii. Krosno zostało mocno zniszczone w czasie wojny trzydziestoletniej i III wojny śląskiej.
W XVII wieku w mieście przebywali członkowie rodu Wittelsbachów, m.in. Luiza Julianna Orańska, Elżbieta Charlotta Wittelsbach (zmarła w Krośnie), Elisabeth Simmern van Pallandt (która w latach 1646–1649 prowadziła stąd korespondencję z Kartezjuszem).
Ludność polskojęzyczna utrzymała się w okolicach miejscowości dość długo, gdyż Hieronymus Megiser, który był autorem wielojęzycznego słownika opracowanego w roku 1603, podał w nim także informacje o polskiej gwarze ówczesnych mieszkańców okolic Krosna Odrzańskiego.
Rozwój miasta przypadł na XIX wiek. Powstało w tym czasie wiele zakładów przemysłowych; w 1870 r. zbudowano stację kolejową oraz linię kolejową z Gubina do Czerwieńska, dzięki czemu uzyskano połączenie z linią do Poznania przez Zbąszynek, oraz z linią do Legnicy przez Zieloną Górę. W 1913 r. poprowadzono linię kolejową do Lubska (obecnie częściowo rozebrana).
W czasie I wojny światowej na obrzeżach miasta istniał duży obóz jeniecki.
Wojska niemieckie zostały wyparte z miasta 15 lutego 1945 roku przez oddziały 3 armii gwardii 1 Frontu Ukraińskiego (zginęło 313 żołnierzy radzieckich). Podczas walk Krosno odniosło duże zniszczenia (60–70% zabudowy). Po zakończeniu wojny, jeszcze do końca lat czterdziestych często stosowano nazwę Krosno nad Odrą, mimo formalnego wprowadzenia nazwy Krosno Odrzańskie.

### Kalendarium[potrzebnyprzypis]
- 1005 – pierwsza pisemna wzmianka o mieście
- 1015 – bitwa pod Krosnem Odrzańskim
- 1138 – po śmierci Bolesława Krzywoustego Krosno weszło w skład dzielnicy śląskiej
- przed 1238 – domniemana data pierwszej lokacji[14]
- 1238 – na zamku w Krośnie zmarł książę Henryk I Brodaty
- 1241 – pod Legnicą zginął Henryk II Pobożny, podział księstwa między jego synów
- XIII – XV wiek – przynależność miasta do księstwa głogowskiego
- 1293 – kasztelanem został rycerz Bogusz Wezenborg[18]
- 1317 – z rąk margrabiów brandenburskich Krosno otrzymało pełne prawo magdeburskie[19]
- XIII wiek – w grodzie powstaje pierwsza mennica[20]
- 1476 – zmarł ostatni książę głogowski Henryk XI
- 1476–1482 – wojna o sukcesję głogowską
- 1477 – oblężenie miasta przez księcia Jana II Szalonego
- 1478 – krośnianie wzięli udział w wyprawie po stronie Brandenburczyków, pokonani pod Leśniowem Wielkim
- 1482 – układ w Kamieńcu Ząbkowickim, miasto przeszło pod władanie Brandenburgii
- XVI wiek – w mieście zwyciężył protestantyzm
- 1618–1648 – wojna trzydziestoletnia, miasto było zajmowane na przemian przez Szwedów i wojska cesarskie, miasto uczynione twierdzą
- 1699 – w Krośnie wyszły drukiem Bajki Ezopowe Krzysztofa Niemirycza, poety, arianina wówczas mieszkającego w Czarnowie.
- 1701 – Krosno w Królestwie Prus
- 1756–1763 – wojna siedmioletnia
- 23 czerwca 1759 – miasto zajęli i obrabowali Rosjanie, następnie także po bitwie pod Kijami
- 1806 – miasto zajęły oddziały francuskie
- 1814 – przez miasto przeszedł pochód ze zwłokami księcia Józefa Poniatowskiego, mieszczanie oddali hołd księciu
- XIX wiek – początki przemysłu
- 1870 – powstała pierwsza linia kolejowa
- 1871 – Krosno w granicach Cesarstwa Niemiec
- 1897 – w mieście wprowadzone zostało oświetlenie gazowe (gazownia zlokalizowana była przy dzisiejszym „Kromecie”)
- 1905 – oddanie do użytku mostu na Odrze (wyprodukowany w zielonogórskiej fabryce Beuchelta)
- 1914 – w czasie I wojny światowej na obrzeżach miasta (majątek Kamień) powstał obóz jeniecki
- 1919 – w obozie przebywali jeńcy – powstańcy wielkopolscy
- 20 lutego 1945 – miasto zajęły oddziały radzieckie, walki przyniosły zniszczenie miasta w 60–70%
- maj 1945 – miasto przejęła administracja polska
- od 1945 – do miasta przybyli m.in. przymusowo wysiedleni Polacy z Kresów Wschodnich, głównie z Wileńszczyzny
- 2005 – miasto obchodziło symboliczne tysiąclecie istnienia grodu, które związane było z pierwszą pisemną wzmianką
- 2021 – św. Jadwiga Śląska decyzją Stolicy Apostolskiej została ogłoszona katolicką patronką Krosna Odrzańskiego[21]

## Demografia

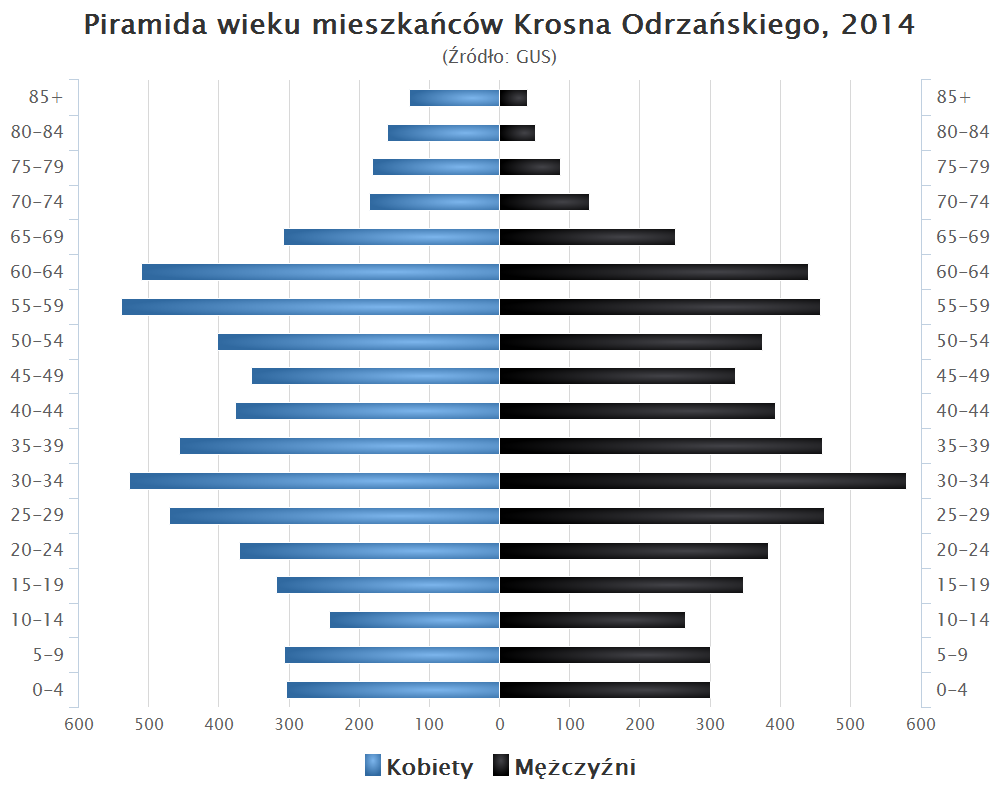
Piramida wieku mieszkańców Krosna Odrzańskiego w 2014 roku

## Zabytki
Do wojewódzkiego rejestru zabytków wpisane są:
- miasto
- kościół filialny pod wezwaniem św. Andrzeja Apostoła, neogotycki z 1887 roku, projekt Ferdinanda Martiusa poprawiony przez Karla Friedricha Schinkla[potrzebny przypis]
- kościół ewangelicki, obecnie rzymskokatolicki kościół parafialny pod wezwaniem św. Jadwigi Śląskiej z XVIII w., XV wieku, w latach 1708–1729, XIX wieku
- budynek poklasztorny, ul. Szkolna 4, z XVIII wieku, z połowy XIX wieku
- zamek piastowski częściowo w ruinie, zbudowany prawdopodobnie w początkach XIII wieku przez Henryka I Brodatego, miejsce jego śmierci w 1238 r., miejsce schronienia jego żony Jadwigi i synowej Anny podczas najazdu tatarskiego w 1241 r. Przebudowany w XIV–XIX wieku. Od XVI w. siedziba wdów po elektorach brandenburskich, później koszary; niszczony licznymi wojnami, spalony w 1945 r. Obecnie siedziba placówki kulturalnej Centrum Artystyczno-Kulturalne Zamek[24]. W odbudowanej części bramnej znajduje się muzeum regionalne i punkt informacji turystycznej.
- przyziemie spichrza zamkowego, z lat 1642–1650
- mury obronne – miejskie, fragment z XIV wieku, z prostokątną czatownią
- domy, ul. Chrobrego 2, 14, 17, 25, z połowy XIX wieku
- domy, ul. Pocztowa 9, 26, 28, z połowy XIX wieku
- dom, ul. Prusa 12, z XVIII/XIX wieku
- dom, ul. Rybaki 2, z XVIII–XIX wieku
- domy, ul. Mnichów 1, 3, 5, 7, 9, 11, 13, 15, 17, 19, 21, 25, 27, 29 i 31, 33, z XVIII/XIX wieku
- dom, ul. Wąska 11, z XVIII/XIX wieku
- dom, pl. Wolności 5, z połowy XIX wieku
- dom, ul. Zamkowa 14, z połowy XIX wieku
- dom, pl. Żeromskiego 10, z XVIII/XIX wieku
- na południe od miasta rozciąga się łańcuch średniowiecznych, legendarnych budowli ziemnych, o historycznym, prawdopodobnym znaczeniu graniczno-obronnym – tzw. Wały Śląskie, określane również jako Wały Chrobrego, ciągnące się od Krosna w kierunku południowo-wschodnim, aż po mokradła w okolicy wsi Wierzbowa w Borach Dolnośląskich (zachował się tam, w relatywnie dobrym stanie 7,5 kilometrowy ich fragment). Ta łańcuchowa budowla jest uznawana za najdłuższy zabytek archeologiczny w Europie środkowej i jednocześnie jest ona także obiektem o bardzo enigmatycznej przeszłości (pomimo wielu prób, dotychczas nie udało się ustalić miarodajnych opinii i faktów w tym zakresie i ich ewentualnej roli w bitwie pod Krosnem Odrzańskim)[25].

Wybrane zabytki miasta
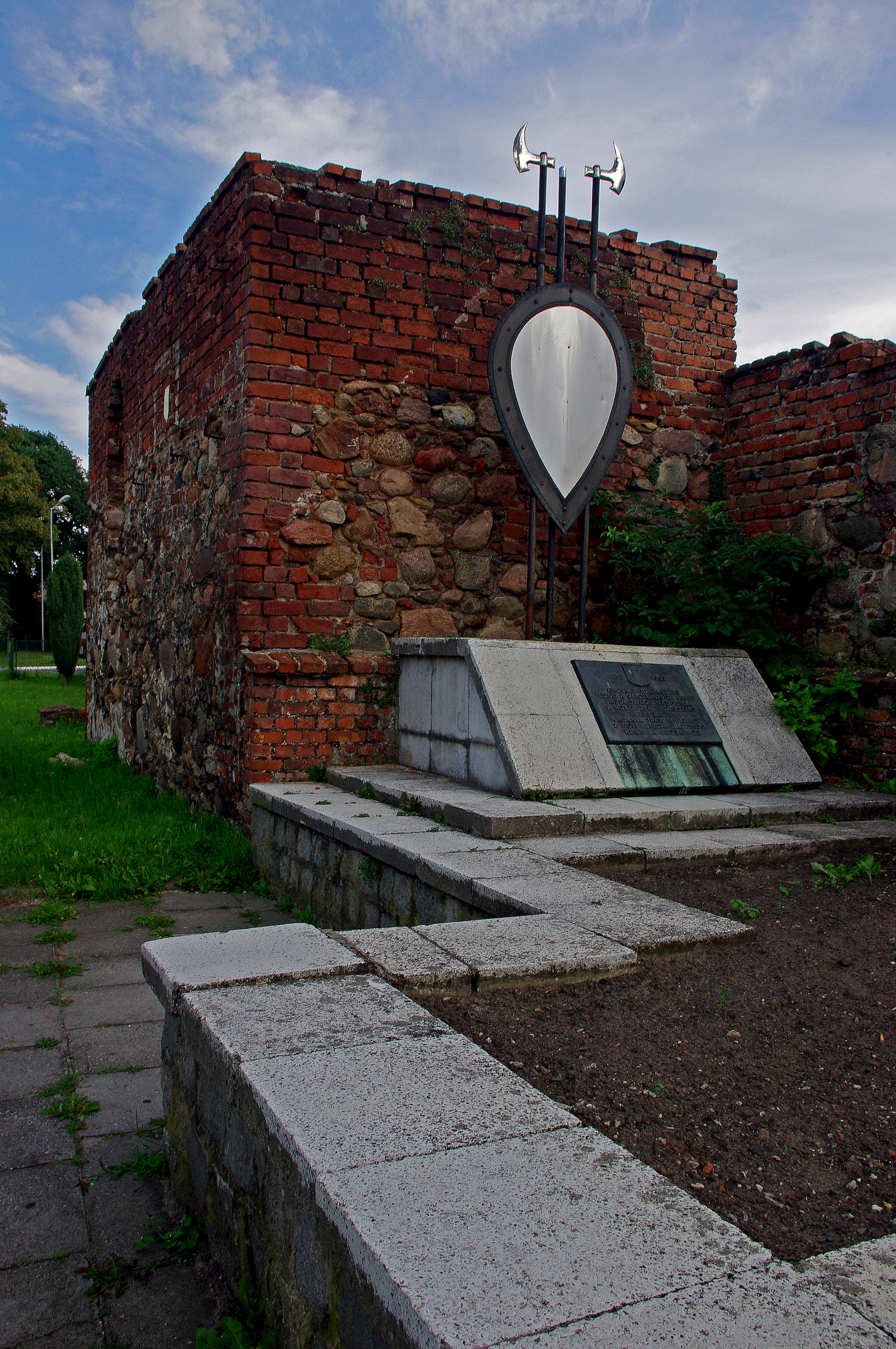
Mury obronne z XIV wieku
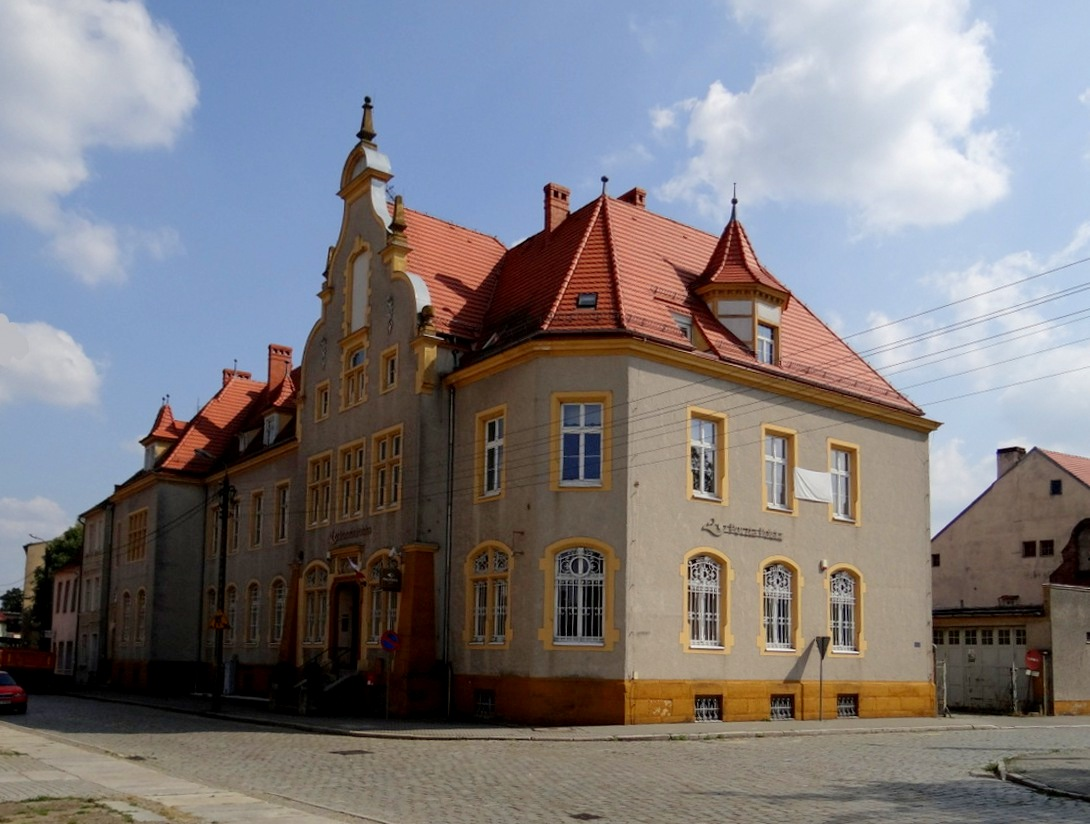
Budynek poczty cesarskiej z XIX wieku
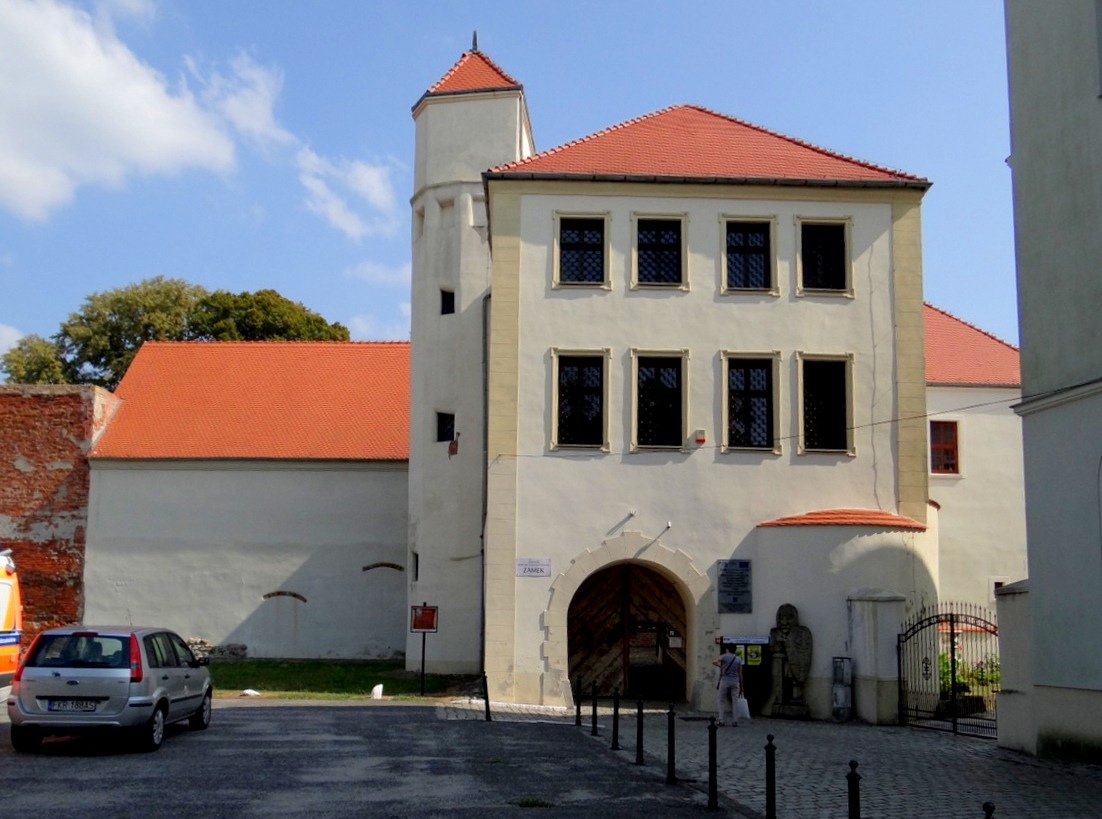
Zamek
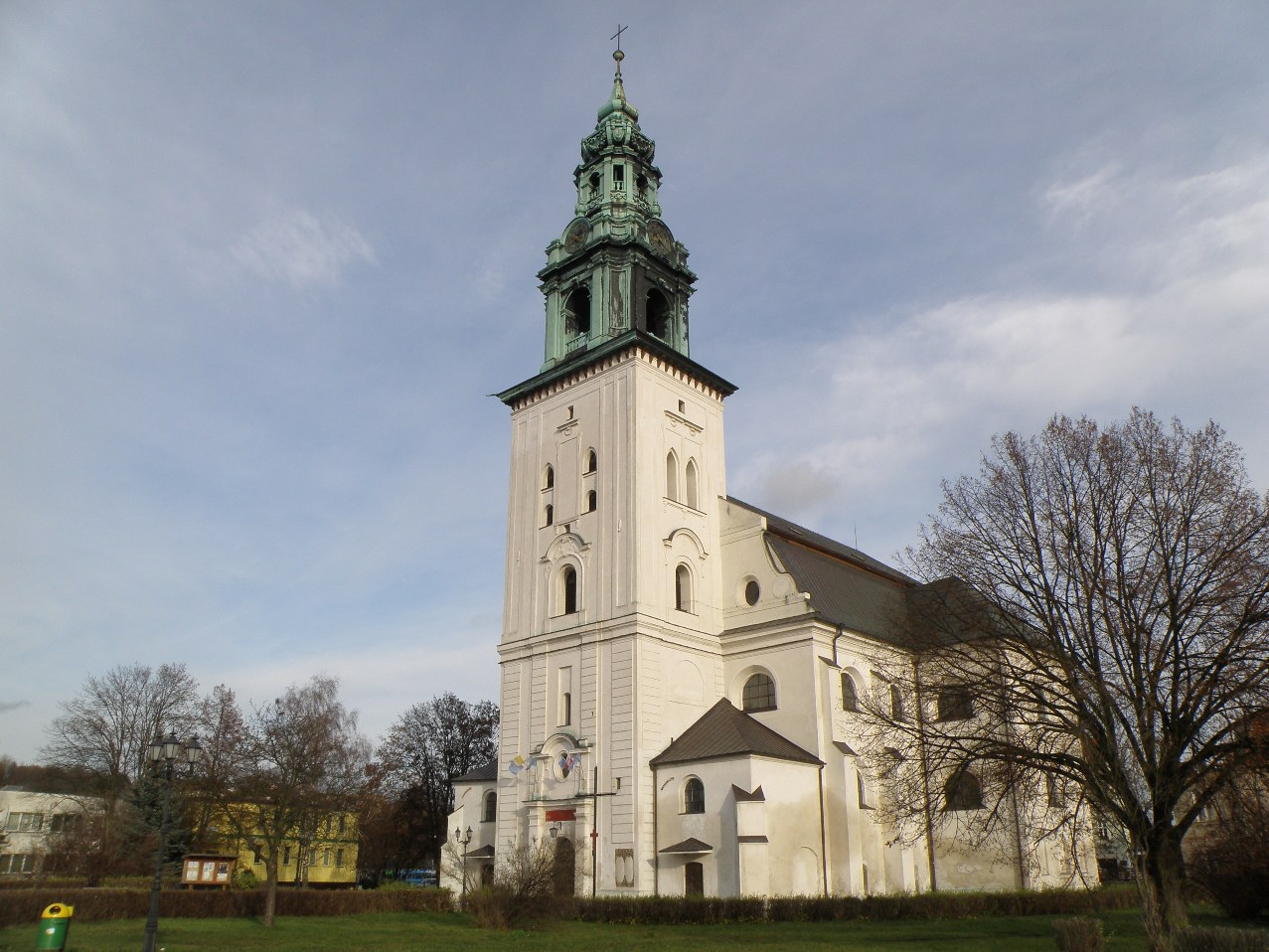
Kościół św. Jadwigi Śląskiej
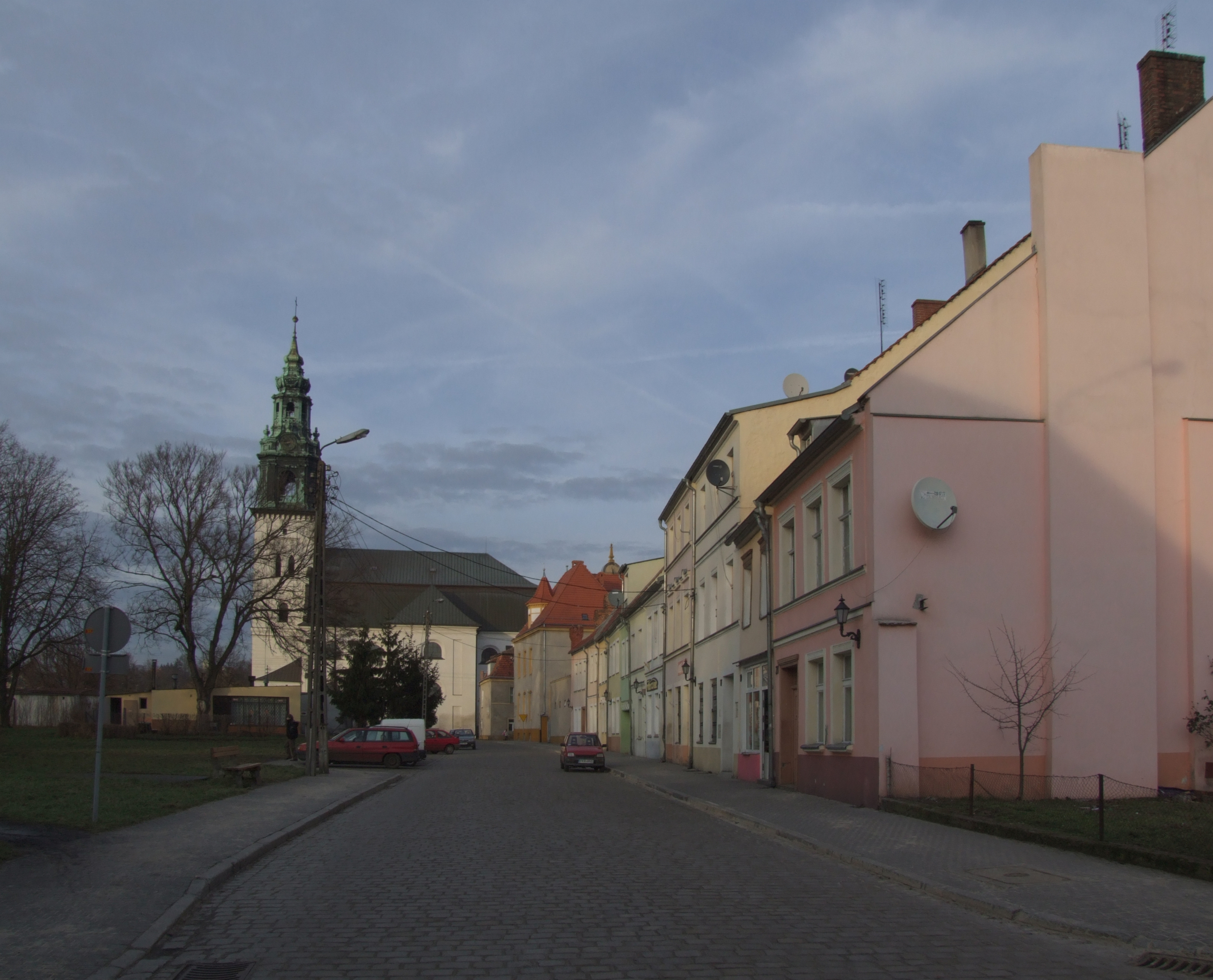
Widok na ul. Mnichów
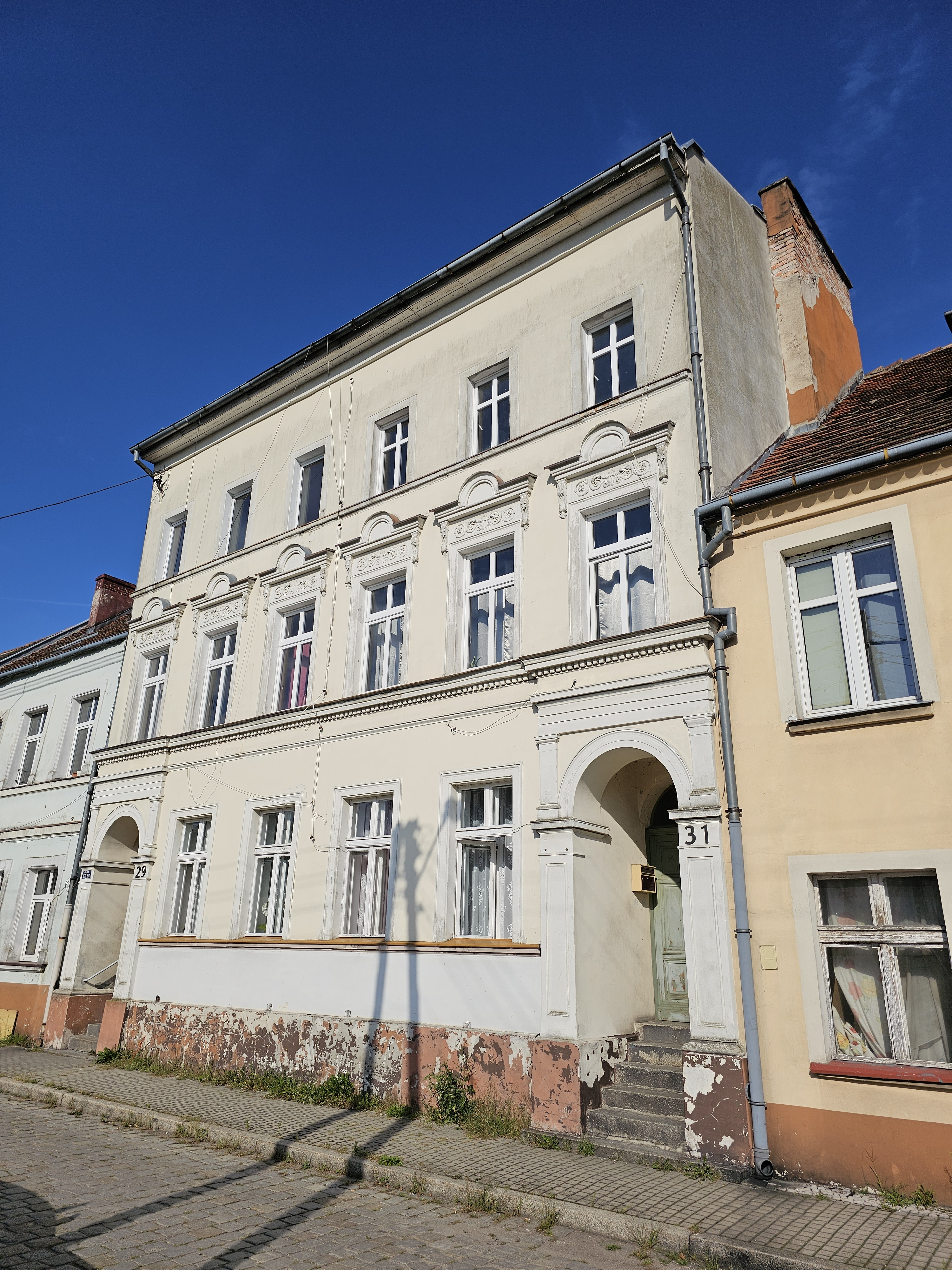
Dom przy ul. Mnichów 31
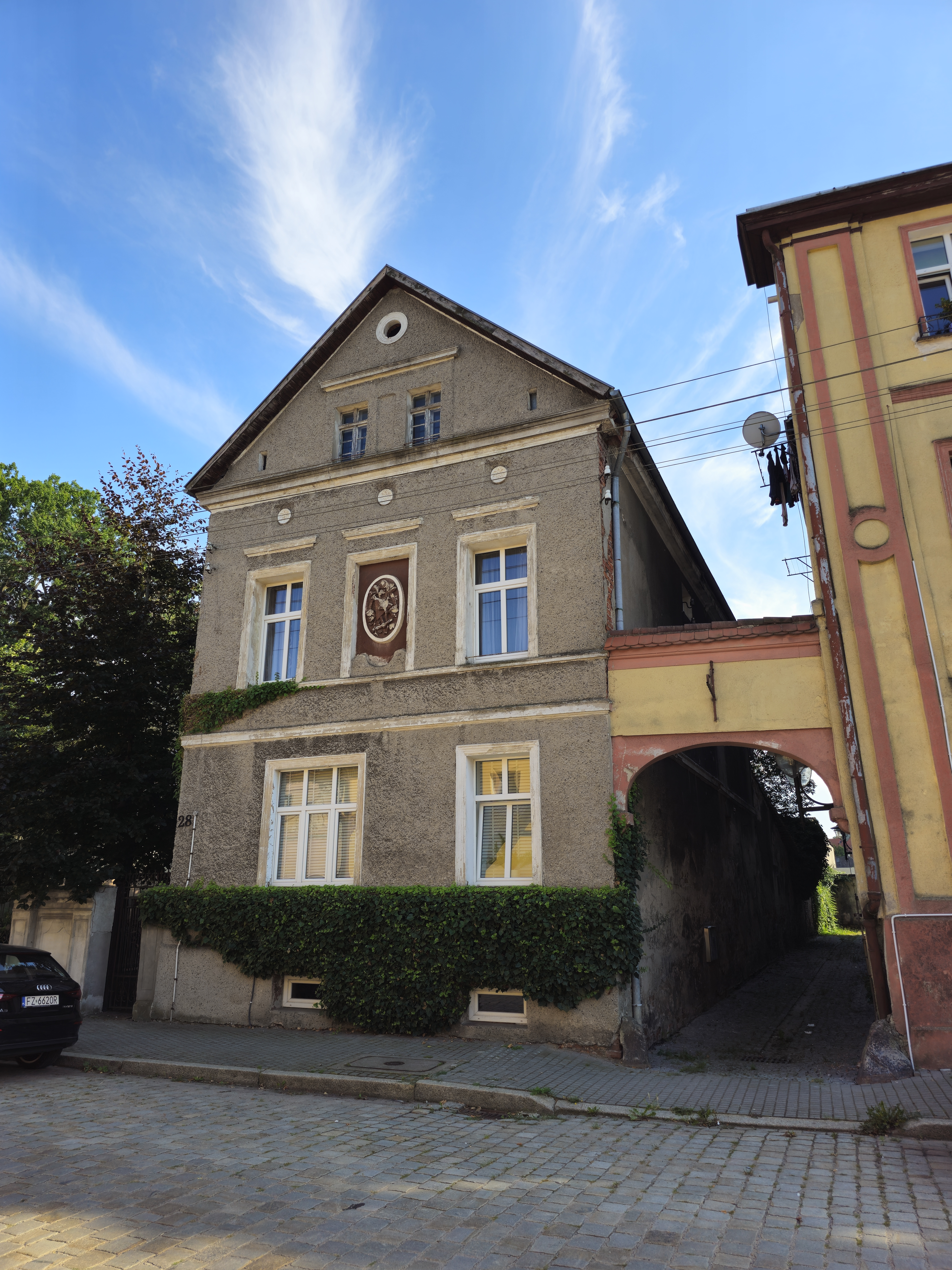
Dom przy ul. Pocztowej 28
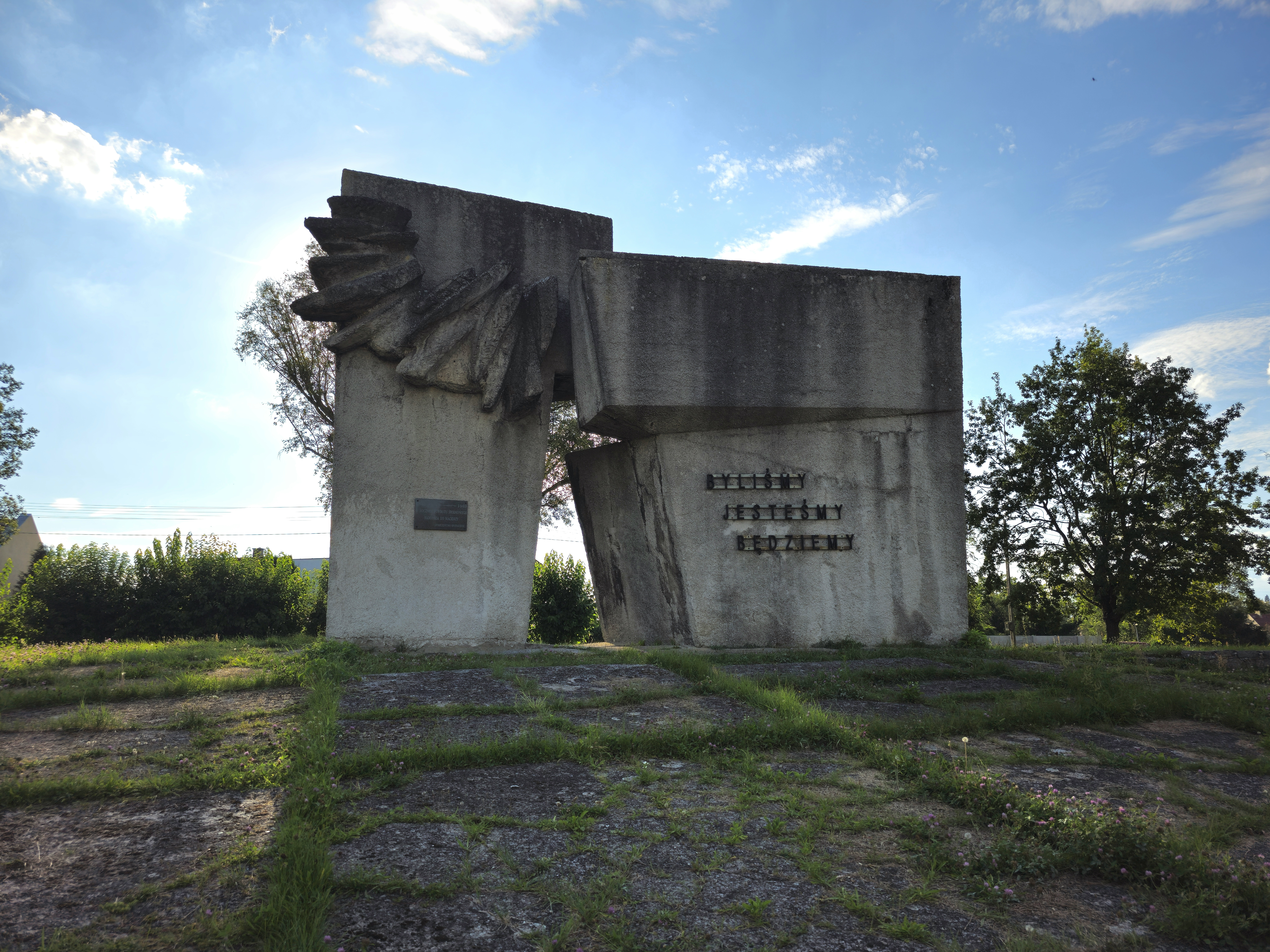
Pomnik Obrońców Narodu

## Transport
Przez miasto przebiega droga krajowa nr 29. Droga ta wytyczona jest przez jedyny w Krośnie Odrzańskim most nad Odrą, przebiega też przez ścisłe centrum miasta, będąc najważniejszą arterią komunikacyjną miasta.

## Edukacja
- Zespół Szkolno-Przedszkolny nr 1 im. Marii Skłodowskiej – Curie. Mieści się przy ul. Bohaterów Wojska Polskiego. Placówka działa od 1948 r.
- Szkoła Podstawowa nr 2 im. Jana Kilińskiego. Mieści się przy ul. Stanisława Moniuszki. Placówka działa od 1957 r.
- Szkoła Podstawowa nr 3 im. Ignacego Łukasiewicza. Mieści się przy ul. Kazimierza Pułaskiego 3. Placówka działa od 1962 r. /Szkoła Tysiąclecia/
- Państwowa Szkoła Muzyczna I stopnia im. Fryderyka Chopina. Mieści się przy ul. Piastów 10 i. Placówka działa od 1974 r.
- Zespół Szkół Ponadgimnazjalnych im. Władysława Broniewskiego. Mieści się przy ul. Szkolnej 1. Placówka działa od 1945 r.
- Zespół Szkół Specjalnych. Mieści się przy ul. Poznańskiej 88. Placówka działa od 1990 r. /wcześniej klasy specjalne funkcjonowały przy SP nr 1/

## Sport

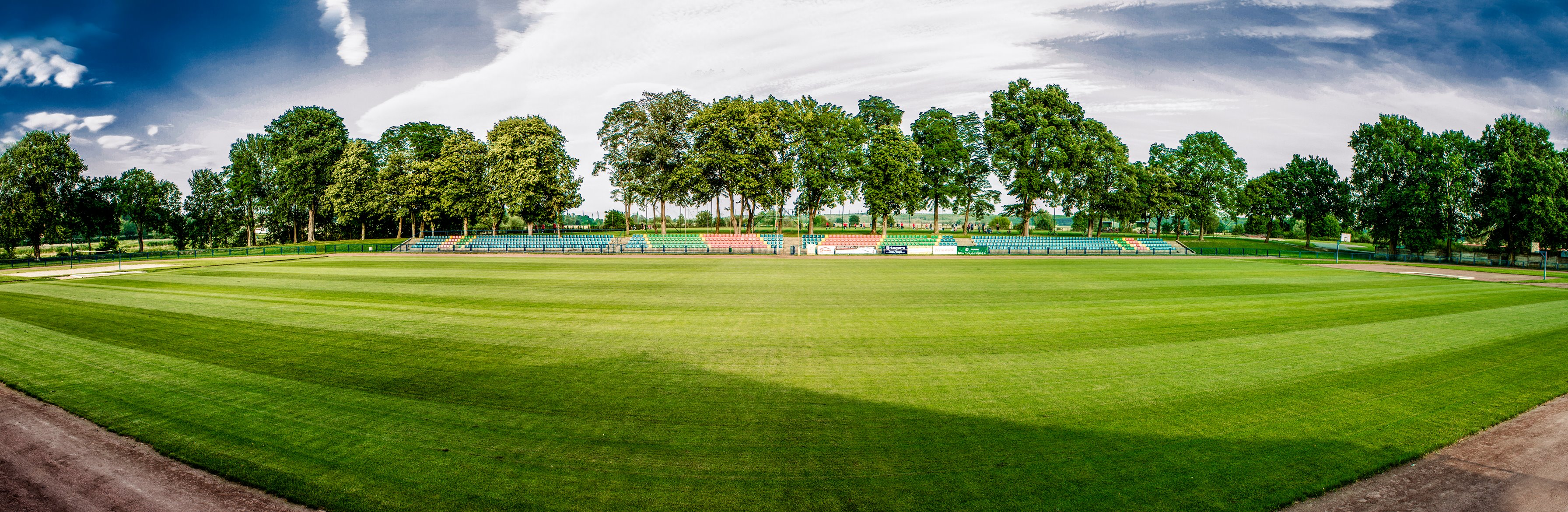
Panorama stadionu Ośrodka Sportu i Rekreacji w Krośnie Odrzańskim

Od 1945 roku w Krośnie Odrzańskim funkcjonuje Miejski Klub Sportowy „Tęcza” Krosno Odrzańskie, którego sekcja piłkarska została założona w 1946 roku i występuje w IV lidze lubuskiej. Zespół mecze domowe rozgrywa na stadionie Ośrodka Sportu i Rekreacji w Krośnie Odrzańskim. Barwy klubu – tęczowe. Do 1967 roku w mieście działał również klub Odra Krosno Odrzańskie.
Ponadto w Krośnie Odrzańskim funkcjonuje klub szachowo-brydżowy pn. Krośnieńskie Stowarzyszenie Gier Umysłowych oraz odrębny, powstały w 2009 r. Siatkarski Klub Sportowy Tęcza Krosno Odrzańskie.
W roku 2013 powstała w Krośnie Odrzańskim akademia piłkarska – Football Academy. Szkółka trenowała dzieci od 4 do 12 lat. W 2017 r. zawiesiła działalność..

## Wspólnoty wyznaniowe
- Kościół rzymskokatolicki:
  - parafia św. Jadwigi Śląskiej
  - parafia wojskowa św. Marcina
- Świadkowie Jehowy:
  - zbór Krosno Odrzańskie-Południe

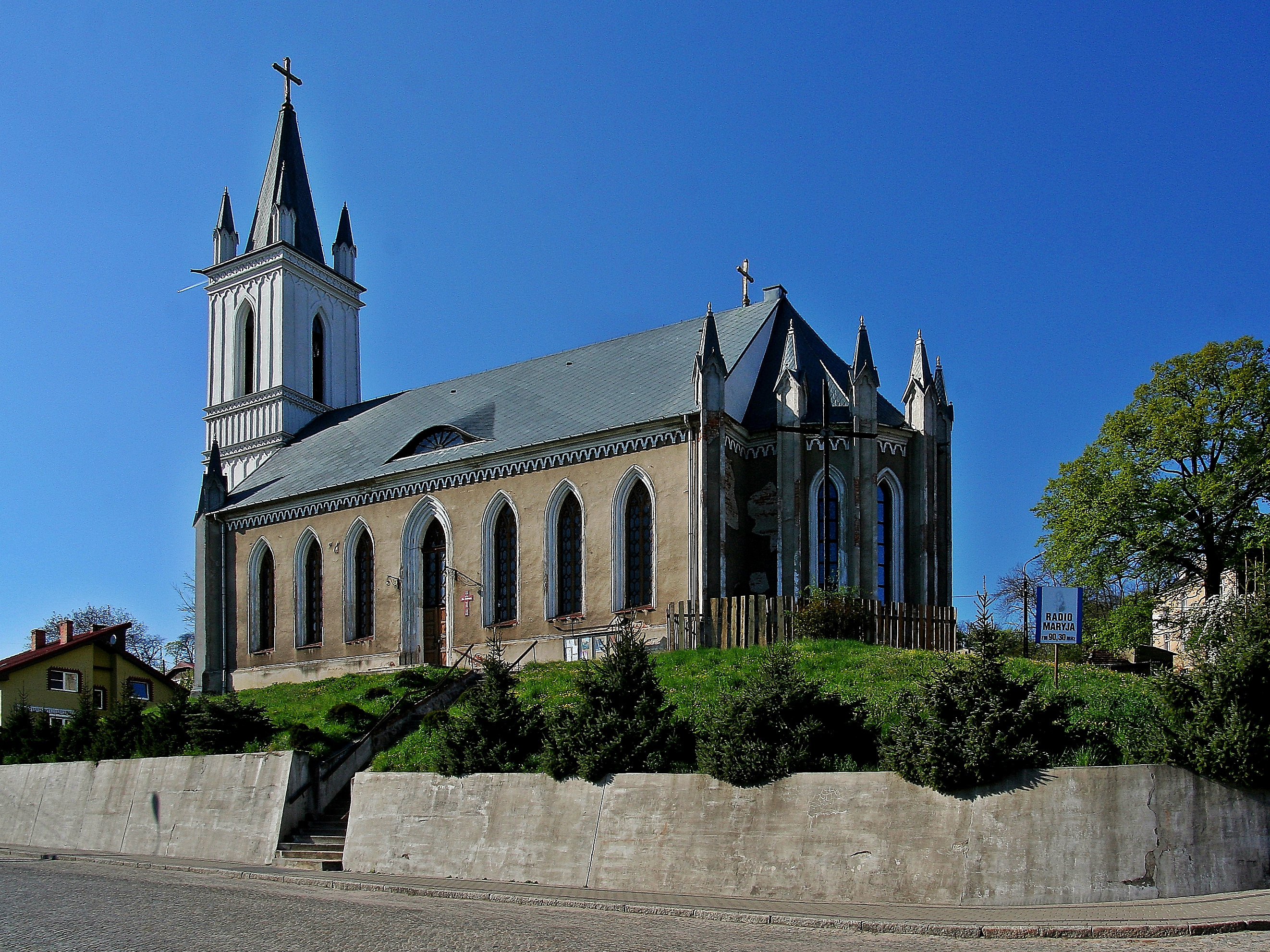
Kościół pw. św. Andrzeja

  - zbór Krosno Odrzańskie-Północ (Sala Królestwa ul. Pocztowa 21)[26]
- Kościół Nowoapostolski:
  - kościół przy ul. WOP 2

## Współpraca międzynarodowa
Miasta partnerskie:
- Schwarzheide
- Karcag
- Bremervörde

Miasta współpracujące:
- Moldava nad Bodvou
- Atri